# Sead Kapetanović
Sead Kapetanović (* 21. Januar 1972 in Sarajevo, SFR Jugoslawien) ist ein ehemaliger bosnisch-herzegowinischer Fußballspieler.

## Sportliche Laufbahn
Kapetanović begann seine Karriere beim FK Željezničar Sarajevo und kam Anfang der 1990er-Jahre nach Deutschland. Hier schloss er sich zunächst für die Spielzeit 1992/93 Viktoria Aschaffenburg an. Für das Folgejahr unterschrieb er einen Vertrag beim Hessen-Oberligisten SV Wiesbaden.
Zur Spielzeit 1994/95 wechselte er zum FSV Frankfurt und damit in die 2. Fußball-Bundesliga. Kapetanović wurde auf Anhieb Stammspieler, konnte aber nicht verhindern, dass der FSV abgeschlagen Letzter wurde und abstieg. Der Bosnier ging zum VfL Wolfsburg und blieb damit in der Zweiten Liga. Auch bei den „Wölfen“ kam er regelmäßig zum Einsatz, wenn auch des Öfteren nur als „Joker“, und feierte 1997 unter Trainer Willi Reimann den Aufstieg in die Bundesliga. Nach insgesamt vier Jahren beim VfL verließ er den Verein Richtung Borussia Dortmund.
Beim BVB vermochte er sich nicht durchzusetzen, daher endete nach zweieinhalb Jahren im Januar 2002 sein dortiges Engagement. Im 1. Halbjahr 2003 war Kapetanović für den FK Sarajevo in seiner Heimat aktiv.

### Statistik
| Liga          | Spiele (Tore) |
| ------------- | ------------- |
| Bundesliga    | 57 (2)        |
| 2. Bundesliga | 88 (8)        |
| Wettbewerb    |               |
| DFB-Pokal     | 01 (0)        |